# Pöstlingberg (Stadtteil)

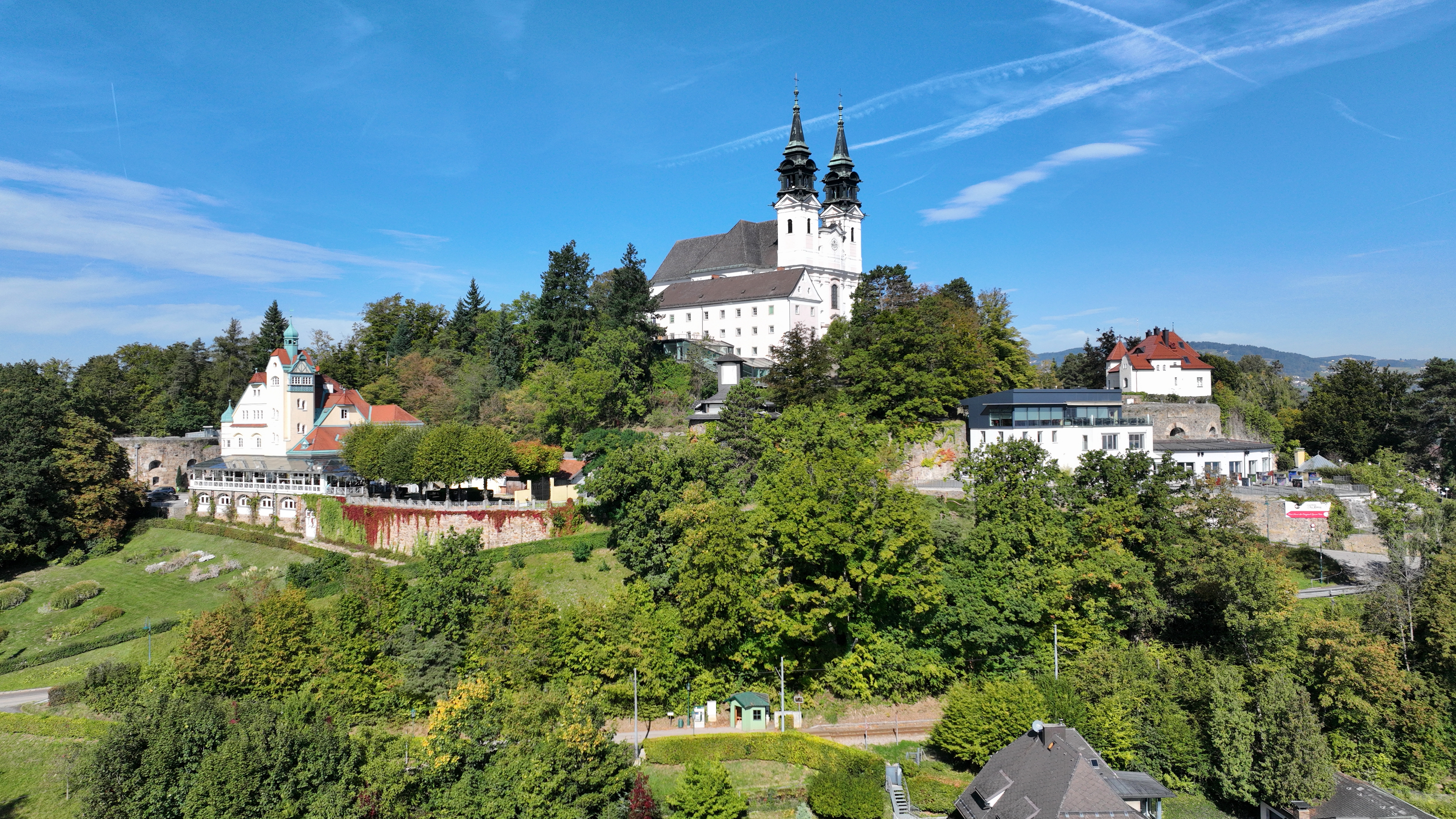
Pöstlingberg mit Wallfahrtsbasilika

Pöstlingberg ist ein Stadtteil und statistischer Bezirk von Linz. Die gleichnamige Anhöhe Pöstlingberg erhebt sich 539 m über das linke Donauufer. Die Ortsgemeinde Pöstlingberg wurde am 31. Mai 1919 nach Urfahr eingemeindet, am folgenden Tag erfolgte die Eingemeindung Urfahrs nach Linz.

## Geografie

### Geografische Lage und Nachbargemeinden
Der Stadtteil Pöstlingberg liegt nördlich der Donau im Westen der oberösterreichischen Landeshauptstadt Linz. Im Norden grenzt er an die Nachbargemeinden Lichtenberg und Kirchschlag bei Linz, im Osten an die Stadtteile St. Magdalena und Urfahr, im Süden an den Stadtteil Innenstadt und im Westen an die Nachbargemeinden Gramastetten und Puchenau.

### Ausdehnung des Stadtteilgebietes
Die größte durchgängige Ausdehnung des Stadtteiles von Osten nach Westen beträgt rund 4,7 Kilometer, von Norden nach Süden rund 6 Kilometer. Die Gesamtfläche des Stadtteils Pöstlingberg beträgt 7,99 Quadratkilometer.
Der Grünlandanteil beträgt in etwa 6,57 Quadratkilometer, welcher etwa einem Drittel der Grünlandfläche des südlichsten Stadtteiles Ebelsberg ausmacht.

### Wichtige Flüsse und Gewässer
Der Stadtteil Pöstlingberg wird im Süden durch den Strom Donau begrenzt.

## Geschichte

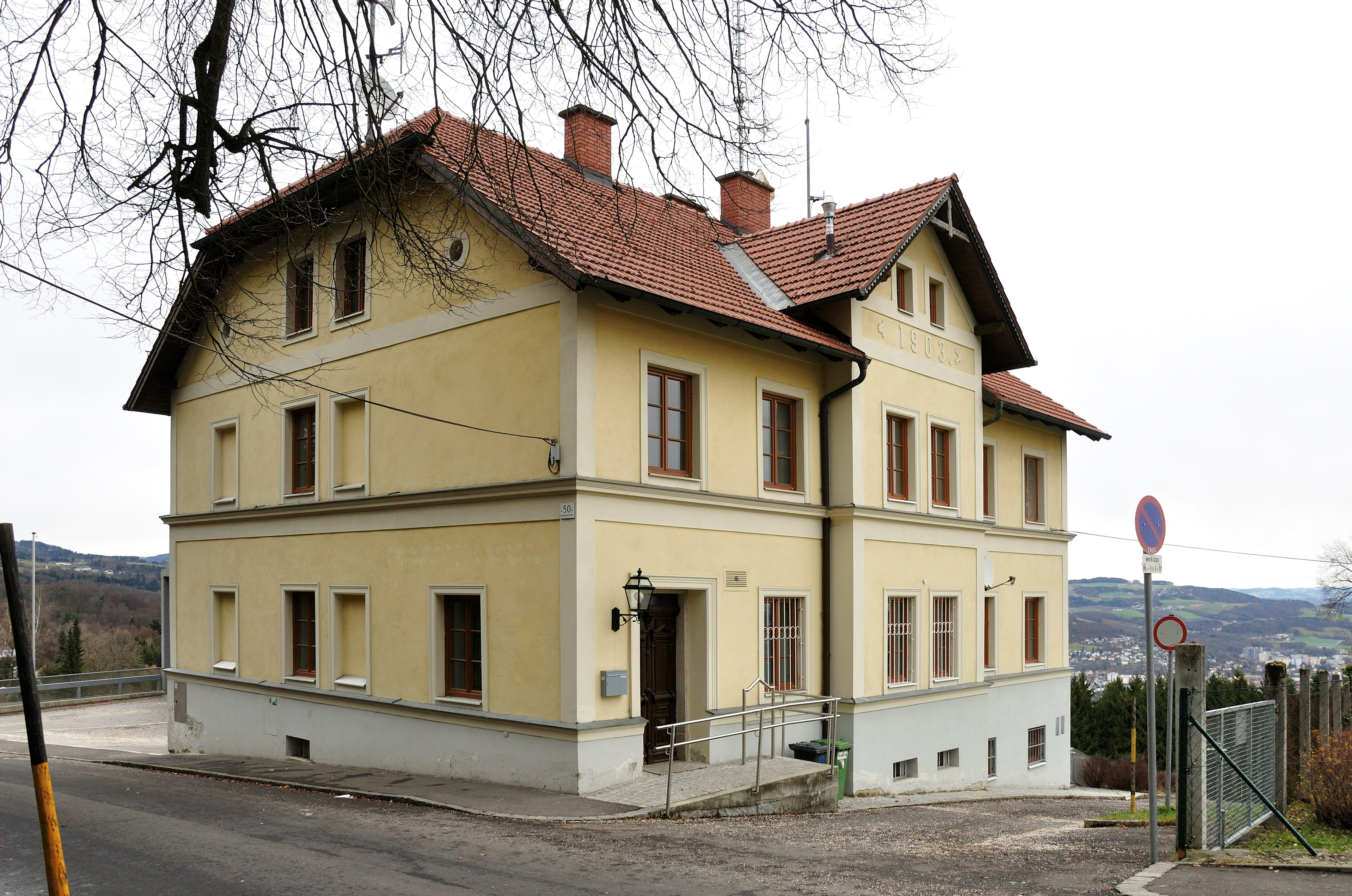
Das ehemalige Gemeindeamt

Der Name Pöstlingberg scheint erstmals 1669 in der Oberösterreich-Karte von Georg Matthäus Vischer in der Form von „Pößlingberg“ auf, eine Schreibweise, die erst im 19. Jahrhundert von der heutigen Namensform verdrängt wurde.
1785 erfolgte die Gründung der Pfarre Pöstlingberg, wodurch das umliegende Pfarrgebiet neu gegliedert wurde.
1875 wurde die Gemeinde Lichtenberg nach Pöstlingberg eingemeindet (Lichtenberg wurde im Jahre 1919 mit der Eingemeindung von Pöstlingberg nach Urfahr wieder selbständige Gemeinde und trug noch bis in die 1960er-Jahre den Namen Lichtenberg bei Pöstlingberg).
Der letzte Pöstlingberger Bürgermeister Johann Schöfdoppler (Amtszeit 1893–1919), er war Greißler und Ansichtskartenverleger, ließ 1901 vom Münchner Architekten Fritz Hessemer die Villa Schöfdoppler-Casagrande (Am Pöstlingberg 11) errichten. Schöfdoppler war auch Begründer der Pöstlingberger Feuerwehr. In dieser Zeit wurde auch der Musikverein Pöstlingberg gegründet. 1901/02 wurde die Volksschule erbaut, 1903 wurde das Gemeindeamt in der heutigen Samhaberstraße 50 von Baumeister Johann Weixelbaumer errichtet (heute Feuerwehr).

## Verkehr
Zur Verkehrsentlastung wurde 1998 der Busfahrstreifen der Rohrbacher Straße von Puchenau kommend auch für Autos mit drei oder mehr Insassen freigegeben. Jährlich würden so volkswirtschaftlich rund 270.000 Euro aus 60.000 Personenstunden Fahrzeitgewinn und Reduktion der CO2-Emission eingespart.